# ジュリアン・シモン
ジュリアン・シモン（Julien Simon、1985年10月4日 - ）は、フランス、レンヌ出身の自転車競技（ロードレース）選手である。

## 経歴
2008年、クレディ・アグリコルと契約。
2009年、ブソン・ショスュル - ソジャスュン（後のソル・ソジャスュン）に移籍。
2014年、コフィディス・ソリュシオンクレディに移籍。
2020年、トタル・ディレクト・エネルジーに移籍。

## 主な戦績
2011年
- プルエバ・ビリャフランカ・デ・オルディシア 優勝

2012年
- カタルーニャ一周 区間2勝(第5、7)。
- ツール・デュ・フィニステール 優勝
- グランプリ・ド・プリュムレック＝モルビアン 優勝
- グランプリ・ド・ワロニー 優勝

2014年
- グランプリ・ド・プリュムレック＝モルビアン 優勝

2017年
- ツール・デュ・オー・ヴァル　区間優勝（第2ステージ）

2018年
- ツール・デュ・ドゥー 優勝

2019年
- ツール・デュ・フィニステール 優勝

2022年
- グランプリ・デュ・モルビアン 優勝
- ツール・デュ・フィニステール 優勝